# Ashley Richards
Ashley Darel Jazz Richards (ur. 12 kwietnia 1991 w Swansea) – walijski piłkarz grający na pozycji pomocnika w Cardiff City.

## Kariera klubowa
Richards zadebiutował w barwach Swansea City w meczu Championship przeciwko Middlesbrough 15 sierpnia 2009 roku, gdy wszedł za Shauna MacDonalda w 63 minucie. 27 października 2011 roku podpisał nowy kontrakt z klubem.
25 stycznia 2013 roku został wypożyczony do końca sezonu do Crystal Palace.
W styczniu 2015 roku został wypożyczony do Fulham do końca sezonu. 2 lipca 2015 roku stał się zawodnikiem Fulham.

## Kariera reprezentacyjna
Richards reprezentował Walię na szczeblach U-17 i U-19. W marcu 2009 roku został powołany do składu U-21 na mecz z Luksemburgiem.
27 maja 2012 roku zadebiutował w reprezentacji Walii, gdy wszedł w 79 minucie meczu towarzyskiego z Meksykiem.